# Gare d'Izumoshi
La gare d'Izumoshi (出雲市駅, Izumoshi-eki) est une gare ferroviaire de la ville d'Izumo, dans la préfecture de Shimane au Japon. Elle est exploitée par la compagnie JR West.

## Situation ferroviaire
La gare d'Izumoshi est située au point kilométrique (PK) 384,6 de la ligne principale San'in.

## Histoire
La gare a été inaugurée le 10 octobre 1910.

## Service des voyageurs

### Accueil
La gare dispose d'un bâtiment voyageurs ouvert tous les jours, avec des guichets et des automates pour l'achat de titres de transport.

### Desserte
- Ligne principale San'in :
  - voies 1, 2 et 4 : direction Matsue, Yonago, Tottori et Okayama
  - voies 1, 3 et 4 : direction Hamada et Masuda

### Intermodalité

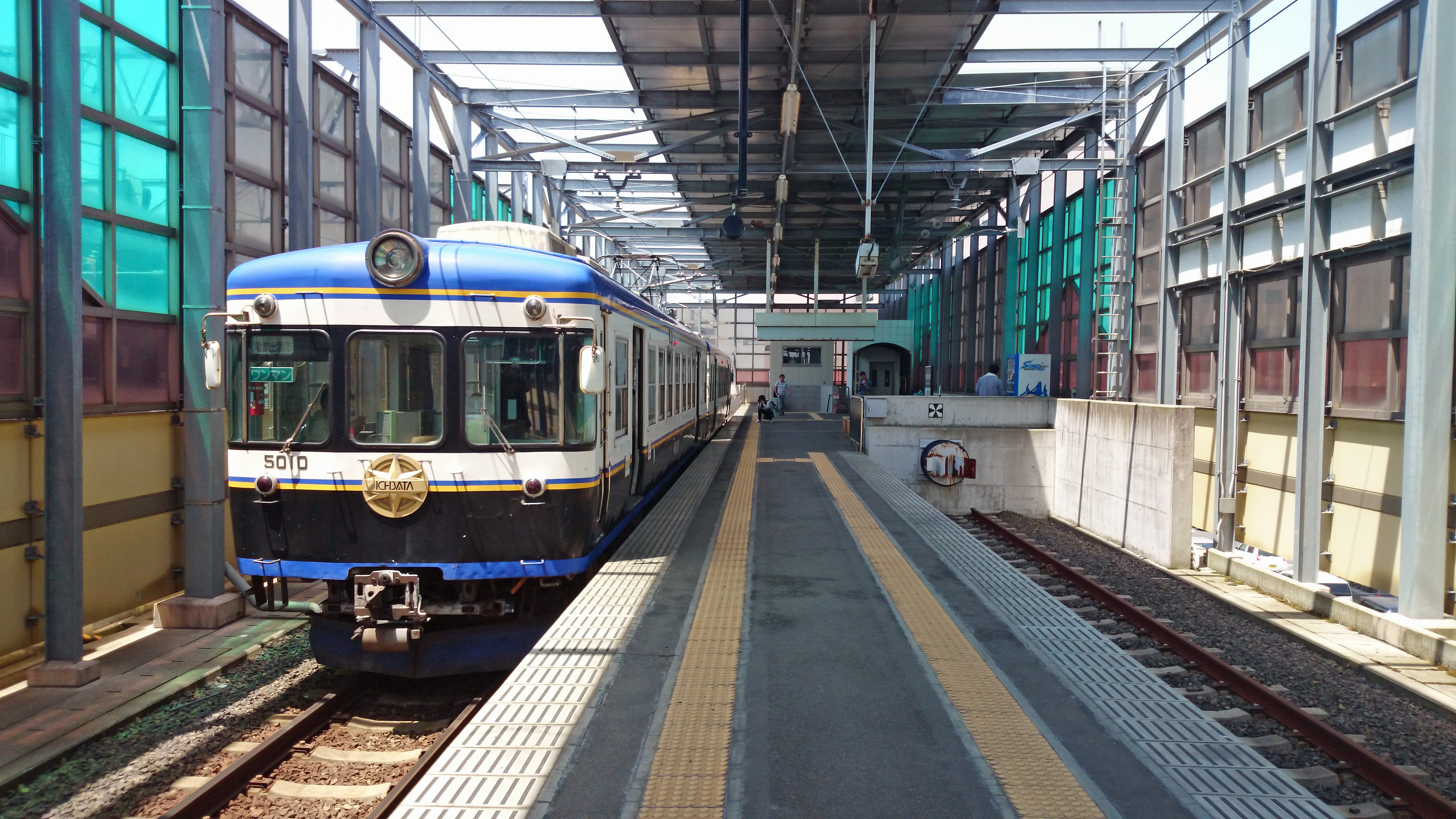
Vue de la gare de Dentetsu Izumoshi

La gare de Dentetsu Izumoshi de la compagnie privée Ichibata Electric Railway est située à proximité immédiate de la gare.